# Eleodes hispilabris
Eleodes hispilabris es una especie de escarabajo del género Eleodes, tribu Amphidorini, familia Tenebrionidae. Fue descrita científicamente por Say en 1824.
Se mantiene activa durante todos los meses del año.

## Descripción
Mide 21,0-32,0 milímetros de longitud.

## Distribución
Se distribuye por Estados Unidos, México, Canadá y Países Bajos.